# LEE SANG EUN
《LEE SANG EUN》은 1993년 발매된 가수 이상은의 정규음반 5집이다. 뉴욕 유학중 만든 앨범으로 편곡자 안진우와 같이 No 신디사이저, No 메트로놈의 전 곡 어쿠스틱 편곡으로 작업을 하였다. 93년 학교를 잠시 휴학하고 한국에서 본격적으로 방송과 콘서트 활동을 한 앨범이며 '언젠가는'이 히트를 하였다. '벽'은 지금도 이상은이 공연에서 즐겨부르는 곡이다. 8번트랙 '길'은 9집《Asian Prescription》앨범에 영어 버전으로 새롭게 편곡되어 수록되기도 했다.

## 수록곡
| #            | 제목                           | 작사         | 작곡           | 재생 시간 |
| ------------ | ------------------------------ | ------------ | -------------- | --------- |
| 1.           | 〈프롤로그〉 (Prologue)        | 이상은       | 안진우         | 1:07      |
| 2.           | 〈언젠가는〉 (Someday)         | 이상은       | 이상은, 안진우 | 4:14      |
| 3.           | 〈달〉 (Moon)                  | 이상은       | 이상은         | 3:00      |
| 4.           | 〈벽〉 (Wall)                  | 이상은       | 이상은         | 4:07      |
| 5.           | 〈하늘나라〉 (Heaven)          | 이상은       | 이상은         | 3:48      |
| 6.           | 〈이 어둔밤〉 (Darkness)       | 이상은       | 이상은         | 4:20      |
| 7.           | 〈혼자라는 느낌〉 (Loneliness) | 안진우       | 안진우         | 3:44      |
| 8.           | 〈길〉 (Road)                  | 이상은       | 이상은         | 2:40      |
| 9.           | 〈여름밤〉 (Summer Night)      | 황보령       | 황보령         | 3:27      |
| 10.          | 〈Twisted But Straight〉       | 이상은       | 이상은         | 2:38      |
| 총 재생 시간 | 총 재생 시간                   | 총 재생 시간 | 총 재생 시간   | 31:53     |

## 크레딧
크레딧은 음반의 라이너 노트에서 발췌하였다.
- Arranged by: 안진우
- Drums: George G. Recile
- Electric Bass Guitar: David Booshot
- Electric and Accoustic Guitar: Mark Muller, 안진우
- Piano: Michael Sottile
- Flute and Oboe: Frank Basile
- Violin and Harmonica: Mindy Jostyn

- Recorded and Mixed by: Tim Hatfield at Studio 900 (Broadway)

- Produced by: 이상은
- Creative Director : Marco Kim
- Original Design: Choi Tea Seon
- Re-Design: Lstory Association
- Photography: 김형준
- Original License by: 이상은 and Link & Think Associates.
- Re-Sale Planing Coordination: 김기정
- Management: Link&Think Associates KOREA. 김기정

## 관련 영상
- 1993년 당시 가요톱텐 '언젠가는' 라이브 영상
- '언젠가는' MV
- '언젠가는' 편집영상
- '길' 1997년 라이브 영상

## 특징
- 타이틀곡〈언젠가는〉은 영화배우 고 장진영의 생전 애창곡이었던 것으로 알려졌다.[1]

- '언젠가는'은 지금까지 나얼, 싸이, 슈퍼주니어, 티에이피(결혼의 여신 OST), 핑크토끼, 더 넛츠(막돼먹은 영애씨 15 OST) 등 많은 가수들에 의해 꾸준히 리메이크 됐다.
- '언젠가는'은 코드진행되어 있는 기타사운드를 듣고 이상은이 멜로디를 만드는 방식으로 작업했다고 한다. (공동작곡)
- '언젠가는'의 하모니카 연주자는 당시 빌리 조엘 밴드에 있던 유명 여자세션(Mindy Jostyn)이었다고 한다. 이상은 5집앨범에 바이올린과 하모니카 연주로 참여했다.
- 5집 활동 당시 이상은의 국내 매니저는 서세원이었으며, 그 때문인지 방송 출연이 많았다.
- 'Twisted But Straight'는 1995년~2000년 사이 방송 심의규제에 묶여있던 방송부적격곡(당시 체제부정, 현실성이 없는 가요들, 외설‧퇴폐 등으로 부적격 판정을 받았던 가요)으로 2008년 KBS가 실시한 재심의에 의해 방송부적격곡 분류로부터 해제되었다.[2]
- 앨범 발매와 함께 1993년 5월 8일부터 5월 17일까지 열흘간 대학로 '낙산극장'에서 '예술인, 노래부르기'라는 타이틀로 콘서트를 가졌으며[3] '무기여 잘 있거라'의 가수'박상민'이 게스트로 참여했다. '무기여 잘 있거라' 또한 'Twisted But Straight'과 함께 방송부적격곡(외설 퇴폐 불륜) 판정을 받았으며 2008년 KBS로부터 분류 해제되었다.[2]